# Cali Challenger 1994
Il Cali Challenger 1994 è stato un torneo di tennis facente parte della categoria ATP Challenger Series nell'ambito dell'ATP Challenger Series 1994. Il torneo si è giocato a Cali in Colombia dal 2 all'8 maggio 1994 su campi in terra rossa.

## Vincitori

### Singolare
Mauricio Hadad ha battuto in finale  José Luis Noriega con il punteggio di 6–2, 6–2

### Doppio
João Cunha e Silva /  Tomáš Anzari hanno battuto in finale  Bill Behrens /  Kirk Haygarth con il punteggio di 7–6, 3–6, 6–3